# Province de Cordillera (Bolivie)
Pour l’article homonyme, voir Province de Cordillera (Chili).
La province de Cordillera est une des 15 provinces du département de Santa Cruz, en Bolivie. Son chef-lieu est la petite ville de Lagunillas.
La province a une superficie de 86 245 km2, ce qui en fait la plus vaste province tant du département que de toute la Bolivie.
Sa population s'élevait à 101 733 habitants au recensement de 2001. Sa densité était à peine de 1,2 hab./km2.